# عامر العبدري
هو عامر بن وهب بن عمرو بن المُصعب بن أبي عزيز (زُرارة) بن عُمير بن هاشم بن عبد مناف بن عبدالدار العبدريُ القُرشيُ الأندلُسيُ منزلاً ومُقاماً، أحد رجالات قريش بالأندلس، شرفا ونجدة وأدباً، قامَ بِلواء أبي جعفرٍ المنصور بالأندلس في سرقسطة على يوسُف بن عبدالرحمن الفِهري القُرشي قبل دخول الأمير عبدالرحمن الداخل الأُموي القُرشي للأندلس.

## نسبُه
هو عامر بن وهب بن عمرو بن المُصعب بن أبي عزيز (زُرارة) بن عُمير بن هاشم بن عبد مناف بن عبدالدار بن قصي بن كلاب بن مرة بن كعب بن لؤي بن غالب بن فهر بن مالك بن النضر بن كنانة بن خزيمة بن مدركة بن إلياس بن مضر بن نزار بن معد بن عدنان العبدريُ القُرشيُ الكِنانيُ المُضري. يلتقي نسبهُ مع نسب النبي صلى الله عليه وسلم في قُصي بن كلاب.

## سيرته
كان يلي المغازي والصوائف قبل تولي يوسُف الفهري لأمارة الأندلس وكانَ لهُ شرفٌ وجاهٌ على المٌضرية في الأندلس، وراسلَ الخليفةَ أبا جعفرٍ المنصور العباسي الهاشمي القُرشي ، ليحكُم الأندلس باسم بني العباس، وجمعَ حوله خلقاً كثيراً غالبيتهم من اليمانية وفيهم من المُضرية والبربر. ثُم زحف العبدري بأنصارهِ إلى الشمال، وتحالف مع الحباب بن رواحة الزُهري وتميم بن معبد الفهري.
وفي عام 136 هـ، حاصروا سرقسطة وكان واليها هو الصميل بن حاتم الكِلابي العامري فتوجهَ جيشُ القيسية من كورتي قنسرين وألبيرة (قومِ الصميل) لسرقسطة لنجدته مع نفرِ من موالي بني أُمية، فلما علمَ العبدريُ بذلك فكَ الحِصار وانسحب بجيشه. ثُم توجهَ الصُميل بن حاتم إلى قُرطبة قاصداً يوسُف الفهري وهو غاضبٌ عليه لعدم نجدته؛ فانتهز العبدري الفرصة وحاصر سرقسطة واستولى عليها وعلى الثغر الأقصى زُهاء عامين، ودعا عامر لنفسه بولاية الأندلس، بمرسوم تلقاه من أبي جعفر المنصور، وخرج الشمال كله عن قبضة يوسف .
إلى أن سار يوسف بجيش كبير هُو والصميل إلى سرقسطة وحاصرها حصارًا شديدًا أرهق أهلها؛ مما دفعهم إلى تسليم عامر العبدري وابنهِ وهب وتميم الفهري والحباب الزُهري ليوسف الفهري فقتلهُم في وادي الرمل.

## من آثارِه
إليه تُنسب مقبرة عامر في قُرطبة.